# IBM serie ThinkPad Power
La IBM serie ThinkPad Power (y posterior Notebook IBM RS/6000 Modelo 860) (800/820/821/822/823/850/851/860) es una serie de portátiles de la línea ThinkPad fabricada por IBM. Se basa en la arquitectura PowerPC.

## Historia
El primer portátil PowerPC lanzado por IBM fue el RS/6000 Modelo N40, que se desarrolló junto con Tadpole Computer. Se anunció en marzo de 1994. El inicio de la comercialización se anunció en octubre de 1994.

## Especificaciones
La mayoría de las computadoras portátiles de la serie 800 usaban la CPU PowerPC 603e, a velocidades de 100 MHz o 166 MHz en el modelo 860, aunque la primera 800 (Tipo 6020), el antepasado directo de la 850, usaba un 603 y aparentemente solo se ofreció a los desarrolladores. Todas las unidades usaban SCSI-2 en lugar de discos duros IDE, y la ID de cada dispositivo SCSI en el sistema podía configurarse en la BIOS basada en GUI controlada por cursor. Otro aspecto inusual de la serie es su timbre de inicio único, que recuerda a las computadoras Apple Macintosh de la época.
La línea PowerPC ThinkPad era considerablemente más costosa que las ThinkPad x86 estándar, incluso una 850 con una configuración modesta costaba más de US$12 000 (equivalente a $24 668 en 2023). Por otro lado, los modelos 800, 850 y 851 (y más tarde el 860 y el 861) eran capaces de admitir una cámara web opcional, una de las primeras cámaras web disponibles comercialmente en una computadora portátil. Estas unidades también pueden grabar señales PAL y NTSC con conectores compuestos integrados y las baterías contienen procesadores para regular el uso de la energía para optimizar la vida útil de la batería.

## Software
Todos los PowerPC ThinkPad podían ejecutar Windows NT 3.51 y 4.0, AIX 4.1.x y Solaris Desktop 2.5.1 Edición PowerPC. Muchos de estos sistemas operativos PowerPC y los compiladores correspondientes son muy escasos y difíciles de encontrar. Sin embargo, también es posible ejecutar ciertas versiones para PowerPC de Linux en la serie 800.

## Modelos
| Lista de modelos IBM Power Series | Lista de modelos IBM Power Series | Lista de modelos IBM Power Series | Lista de modelos IBM Power Series | Lista de modelos IBM Power Series | Lista de modelos IBM Power Series      | Lista de modelos IBM Power Series      | Lista de modelos IBM Power Series      | Lista de modelos IBM Power Series |
| Gabinete                          | Gabinete                          | Class                             |                                   | 1994                              | 1995                                   | 1996                                   | 1997                                   | 1998                              |
| --------------------------------- | --------------------------------- | --------------------------------- | --------------------------------- | --------------------------------- | -------------------------------------- | -------------------------------------- | -------------------------------------- | --------------------------------- |
| Laptop                            | Basado en Tadpole                 | Basado en Tadpole                 | RS/6000 N40                       |                                   |                                        |                                        |                                        |                                   |
| Laptop                            | Basado en ThinkPad/ Tadpole       | Asequible                         |                                   | ThinkPad 820                      | ThinkPad 821 ThinkPad 822 ThinkPad 823 | ThinkPad 821 ThinkPad 822 ThinkPad 823 | ThinkPad 821 ThinkPad 822 ThinkPad 823 |                                   |
| Laptop                            | Basado en ThinkPad/ Tadpole       | Alta gama                         | ThinkPad 800                      | ThinkPad 850                      | ThinkPad 851                           | RS/6000 860                            | RS/6000 860                            |                                   |
|                                   |                                   |                                   |                                   |                                   |                                        |                                        |                                        |                                   |
| Escritorio                        | Escritorio                        | Escritorio                        |                                   | Power Series 600                  |                                        |                                        |                                        |                                   |

### RS/6000 N40
La línea ThinkPad tiene un modelo predecesor (lanzado en 1994 RS/6000 N40 con CPU PowerPC 601 de 50 MHz y con diseño basado en una plataforma Tadpole).

### Serie ThinkPad Power

#### Think Pad 800
ThinkPad Power Series 800 (6020) tiene un nuevo diseño de gabinete, similar al contemporáneo modelo 700 de la serie, pero con reposamanos redondeado adicional.

#### Think Pad 820
El ThinkPad Power Series 820 tiene otro diseño de gabinete (gabinete cuadrado con reposamanos pequeño, con dos altavoces).
Este modelo ha informado que ejecuta SuSE Linux y Windows NT 4.0 y que son incompatibles con Yaboot. La disponibilidad comenzó el 15 de abril de 1996.

##### Think Pad 821/822/823
Este modelo era solo una actualización del modelo 820.

#### Think Pad 850
El ThinkPad Power Series 850 (6042-G6D) tiene un gabinete similar a un modelo 800.
Este modelo tiene una placa de captura de video en movimiento y una cámara de video integrada opcional.

##### Think Pad 851
Este modelo era solo una actualización del modelo 850.

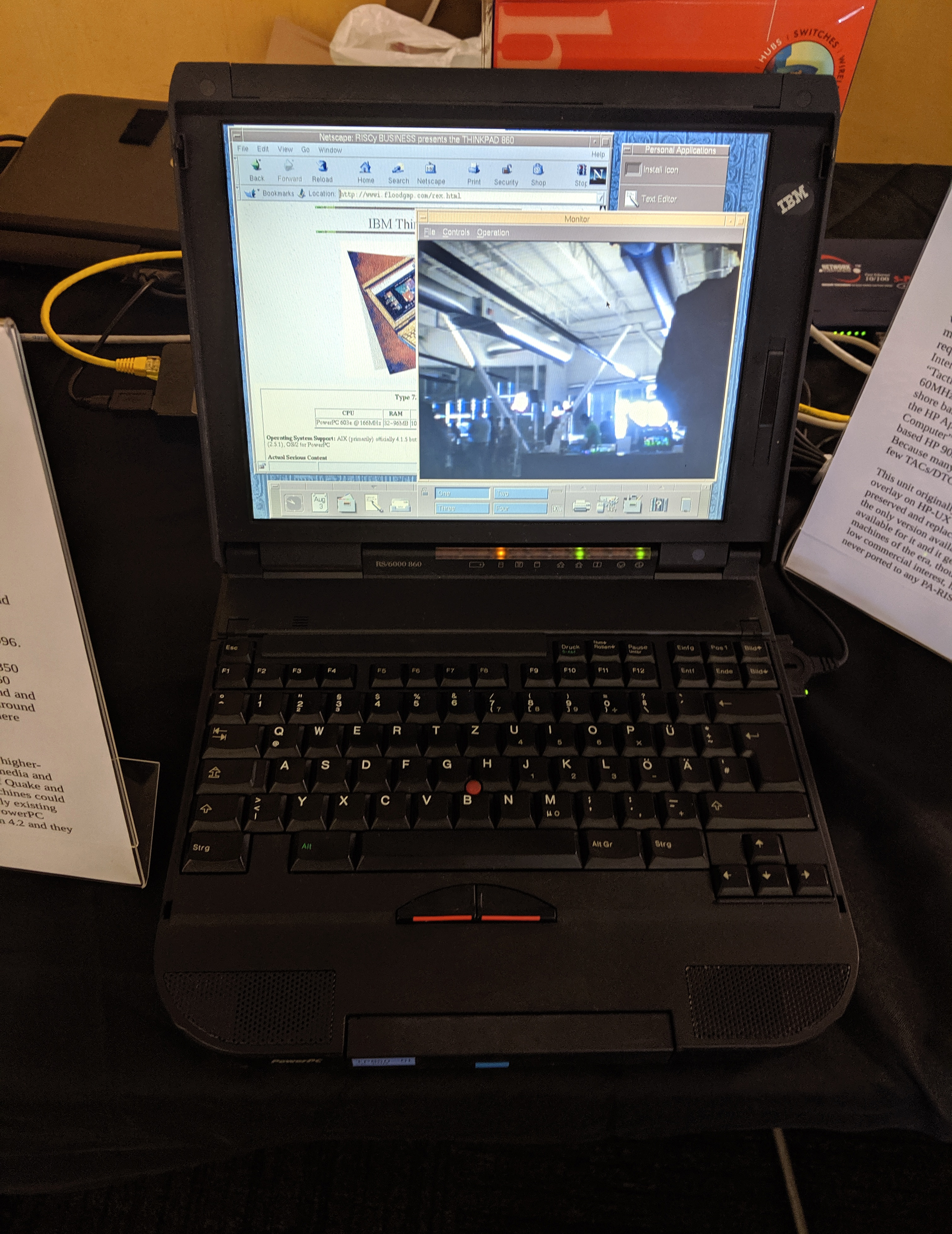
RS/6000 860

### RS/6000 Portátil 860
El IBM RS/6000 Notebook 860, a veces denominado incorrectamente como ThinkPad 860, puede verse como el sucesor del ThinkPad 850.
|                  | 800             | 820                         | 821/822/823                 | 850                         | 851                         | 860              |
| ---------------- | --------------- | --------------------------- | --------------------------- | --------------------------- | --------------------------- | ---------------- |
| Sistema tipo     | 6020            | 6040                        | 7247                        | 6042                        | 7249                        | 7249             |
| Anunciado        | 1994/08/11      | 1995/06/19                  | 1996/02/20                  | 1995/06/19                  | 1996/02/20                  | 1996/10/08       |
| Descatalogado    | Desconocido     | 1996/03/20                  | 1996/07/26                  | 1996/03/20                  | 1996/11/08                  | 1998/01/30       |
| CPU              | 603 a 66 MHz    | 603e a 100 MHz              | 603e a 100 MHz              | 603e a 100 MHz              | 603e a 100 MHz              | 603e a 166 MHz   |
| GPU              | GT10            | GT10                        | GT10                        | GT10                        | GT10                        | GT20             |
| Bus de memoria   | 32 bit          | 32 bit                      | 32 bit                      | 64 bit                      | 64 bit                      | 64 bit           |
| Memoria máxima   | 80 MB           | 48 MB                       | 48 MB                       | 96 MB                       | 96 MB                       | 96 MB            |
| Pantalla         | 10,4" 640 x 480 | 10,4" 640 x 480 o 800 x 600 | 10,4" 640 x 480 o 800 x 600 | 10,4" 640 x 480 o 800 x 600 | 10,4" 640 x 480 o 800 x 600 | 12,1" 1024 x 768 |
| Captura de video | integrada       | opcional                    | opcional                    | integrada                   | integrada                   | integrada        |

### Power Series 600
El Power Series 600 fue un prototipo de un sistema de escritorio compacto; este modelo nunca se lanzó y sólo se pueden encontrar prototipos.

### Portátil Canon Power
Lanzado por Canon Computer Systems en 1995, el Canon Power Notebook presentaba un 603e sincronizado a 100 MHz con 256 KB de caché externo; 32 a 48 MB de RAM; un disco duro de 810 MB; una unidad de CD-ROM de doble velocidad; y una pantalla LCD en color de matriz activa de 10,4". Aunque IBM no la comercializó, Canon autorizó el uso de varios componentes de la ThinkPad 755CD, incluida la carcasa de plástico, y externamente, la Power Notebook era prácticamente idéntica a la 755CD, excepto por los logotipos de Canon.